# Grand Slam (bomb)
Grand Slam var en mycket stor djuppenetrerande bomb som användes av det brittiska flygvapnet i slutet av andra världskriget.

## Design
Grand Slam utvecklades av Barnes Wallis och var en förstorad version av Tallboy. Bomben hade ett tjockt skal av härdat stål som göts i ett stycke i en sandform. Fenorna var något vinklade för att få bomben i rotation vilket gjorde att den kunde nå överljudsfart i fritt fall utan att börja tumla. Kombinationen av hög hastighet och hårt skal gjorde att bomben kunde tränga 30–40 meter ner i marken innan den exploderade, vilket skapade en ”jordbävningseffekt”. Vid träff i hårda material som betong eller berg hände det ofta att bomben splittrades och inte kunde tränga in i målet. Trots det åstadkom den stora mängden sprängmedel stora skador.
Bomben fylldes med smält Torpex som kunde ta upp till en månad innan den svalnat och satt sig. Den låga produktionstakten gjorde att endast 42 bomber hann användas innan kriget var slut.

## Användning

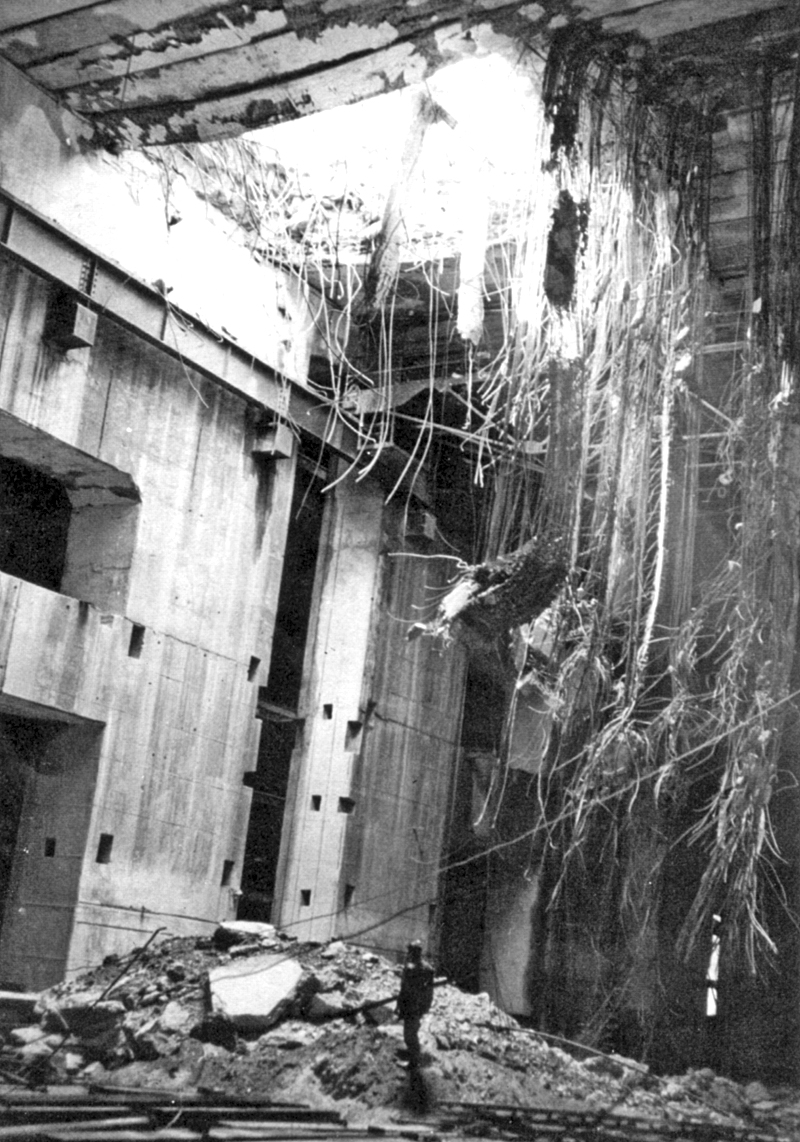
Ubåtsbunkern Valentin i Bremen efter en träff av en Grand Slam-bomb.

Grand Slam-bomberna kunde endast bäras av specialbyggda Avro Lancaster-bombplan från 617:e skvadronen (Dambusters) och endast en bomb per flygplan. Med början i mars 1945 anfölls och förstördes järnvägsbroarna i Bielefeld, Arnsberg, Arbergen, Nienburg och Bremen samt ubåtsbunkrarna i Bremen och Hamburg med Grand Slam-bomber.
Efter kriget var Grand Slam-bomberna tänkta att användas som konventionella alternativ till kärnvapen och bombplanet Handley Page Victor designades för att kunna bära en Grand Slam-bomb.